# Footgolf
El futgolf, estilitzat com footgolf, és una marca registrada per Juan Manuel Asensi l'any 2008 per identificar l'esport que consisteix en una fusió del futbol i el golf, encara que més proper a aquest segon, on els jugadors copegen una pilota de futbol per introduir-la en uns clots, com a objectiu final, en el menor nombre de cops possible.

## Regles[calcitació]
Les regles del futgolf guarden similitud amb les del golf, destacant-se les següents dues diferències: 
1.- És utilitzat una pilota de futbol en lloc de les pilotes típiques del golf i en lloc dels pals de golf, s'usen bats de beisbol. Els jugadors han d'introduir la pilota en els clots, que són d'una grandària adequada.
2.- Un partit consisteix en recórrer un circuit de 9 o 18 clots. El jugador que completa el circuit amb el menor nombre de cops o tocs amb el peu possible serà el guanyador. Des del primer cop o toc amb la pilota, per aconseguir el clot, el jugador enfronta diversos desafiaments, com són: desnivells, arbres, llacs i altres elements que formen part de l'entorn del terreny de joc. De fet, és la combinació de la tècnica, la precisió i la força emprada, les habilitats que juguen rols molt importants en el desenvolupament del joc.

## Història
L'origen del futgolf a Espanya, rau en Juan Manuel Asensi ex-futbolista que va formar part d' equips d'institucions de la talla de l'Elx C.F. o F.C. Barcelona, club en el que va jugar onze temporades aconseguint nombrosos trofeus i campionats. Així mateix, va disputar nombroses trobades amb la Selecció Nacional.
Asensi va registrar l'any 2008 la marca “futgolf” i en aquest mateix any va dipositar les seves regles davant el Registre de la Propietat Intel·lectual, donant-lo a conèixer, en un primer moment a Alacant, estenent-se posteriorment per tot el territori espanyol, mitjançant exhibicions a Múrcia, Eivissa i Madrid.
Abans de conèixer-se el futgolf tal com el coneixem avui dia, l'objectiu consistia a introduir la pilota de futbol en porteries de grandària reduïda o mini-porteries, però atent a les reticències dels camps de golf de realitzar perforacions majors en els seus terrenys de joc, per la qual cosa, després d'un temps de jugar-hi d'aquesta manera, es va modificar el joc a la forma actual i es va accedir per part de molts camps a realitzar aquestes perforacions a la zona del “rough” o “carrer”.
Des dels seus inicis, aquest nou esport ha estat apadrinat per grans personalitats del món de l'esport, com Milinko Pantic, Lobo Carrasco, Marcos Alonso, Paco Buyo, Dani García, Juan Carlos Pedraza, Mejías, Álvaro Benito o Petón, entre d'altres.

## Lliga Oficial
L'any 2014, de la mà de la Federació de Futbol de la Comunitat Valenciana (FFCV) i l'Associació Espanyola de futgolf es va presentar en l'estadi José Rico Pérez d'Alacant, la I° Lliga Oficial de futgolf a Espanya, que es va celebrar a la Comunitat Valenciana. Aquesta iniciativa va ser recolzada per Vicente Muñoz Castelló (president de la FFCV), Juan Manuel Asensi (president de l'Associació Espanyola de futgolf, i el club Hèrcules C.F.)
La primera edició d'aquesta Lliga Oficial de futgolf va arrencar el 17 de maig de 2014 en les instal·lacions de l'Alacant Golf, finalitzant al setembre d'aquest mateix any. Les seus de la lliga es localitzaven entre Alacant i València.

## Primer Open de futgolf a Espanya
Després d'anys realitzant-se campionats, lligues i altres esdeveniments, durant els dies 6, 7 i 8 de març de 2015 es va celebrar el Primer Gran Open de futgolf a Espanya. Aquest important torneig va mostrar el caràcter internacional adquirit per l'esport creat per Juan Manuel Asensi. Es va celebrar en les instal·lacions del Marbella Golf Ric Real (Marbella) i va donar el tret de sortida del European futgolf Trophy 2015, el circuit europeu de futgolf. Fins a aquest torneig es van desplaçar jugadors de diferents llocs del món que van competir amb una notable presència espanyola.
El campió d'aquesta primera etapa va ser el nord-americà Mark Woodward . Arxivat 2016-09-21 a Wayback Machine.

## Associació Espanyola de futgolf
L'Associació Espanyola de futgolf es va constituir l'any 2010 amb el propòsit d'organitzar i coordinar la pràctica d'aquest joc. Una de les seves missions és la de desenvolupar el futgolf punt en l'àmbit popular com en el pla professional, a través de l'organització de tornejos i lligues professionals.
Actualment, el seu màxim responsable i president és Juan Manuel Asensi.

## Dimensió internacional[calcitació]
Des de la seva creació en 2008, el futgolf ha estat un esport que s'ha anat popularitzant tantt a nivell europeu com a nivell mundial. Al començament del 2009 sorgeix una versió del mateix denominada Footgolf (nom en anglès de futgolf).
Nombrosos països a nivell mundial compten amb associacions destinades a afavorir el coneixement i el desenvolupament del futgolf. Moltes personalitats del món del futbol han ajudat al fet que aquest esport adquirís notorietat als seus països, com és el cas de Christian Karembeu o Roy Makaay.
El futgolf ha aconseguit finançar multitud de camps de golf a nivell mundial, a causa de la falta de popularitat del golf entre la gent més jove, promovent aquest esport en les temporades baixes dels camps.
La primera Copa del Món de futgolf es va celebrar a Hongria al juny de l'any 2012.
En l'actualitat existeixen més de 30 associacions de futgolf a nivell mundial sent òbviament, la més antiga, la d'Espanya.

## Palmares

### Per edició
| Any  | Mundial individual | Mundial per equips                | Localització                |
| ---- | ------------------ | --------------------------------- | --------------------------- |
| 2012 | Béla Lengyel       | No va haver-hi mundial per equips | Magyar Golf Club Kisoroszià |
| 2016 | Christian Otero    |                                   | Pilar golf club             |

## Format de la competició

### Competició individual
La competició individual es regeix sota 18 clots. El primer mundial es disputo a Bèlgica, i el segon a Argentina. En 2016 a Argentina van participar 32 països del món i cada d'aquests països tenia 1 o més jugadors jugant el mundial individual. El títol és a nivell individual.

### Competició per equips
A diferència del mundial individual aquí hi ha mes jugadors jugant per a la seva selecció lluitant per obtenir el palmár per país. El títol és a nivell país. En 2016 va ser el primer mundial per equips, en la primera edició / 2012 no hi va haver competició per països sinó únicament a nivell individual.